# Phare de Sancti Petri
Le Phare de Sancti Petri est un phare situé sur l'île de Sancti Petri , devant la commune de San Fernando dans la province de Cadix en Andalousie (Espagne). Un dispositif électrique a été installé sur la tour carrée de la forteresse de Sancti Petri datant de 1610. Cette forteresse est classée Bien d'intérêt culturel.
Il est géré par l'autorité portuaire du port de la baie de Cadix.

## Histoire
L'île de Sancti Petri se situe à environ 1.5 km au large de l'embouchure de la rivière Iro et à 20 km au sud-ouest de Cadix. L'île n'est accessible qu'en bateau.
La lanterne est érigée, depuis 1918, au centre de la terrasse de la tour carrée en pierre sur le côté nord de la forteresse circulaire.
Identifiant : ARLHS : SPA-065 ; ES-10630 - Amirauté : D2388 - NGA : 4060 .
|                          |
| Castillo de Sancti Petri |

|          |
| Le phare |

### Lien connexe
- Liste des phares d'Espagne